# 경비계엄
경비계엄은 계엄의 일종으로, 전시나 사변 또는 이와같은 국가비상사태에 있어서 사회질서가 혼란하고 일반행정기관만으로 치안을 확보할 수 없는 경우 국가 안전과 공공의 안녕과 질서를 유지하기 위해 대통령이 선포하는 것이다. 이를 선포하거나 변경, 해제 하고자 할때는 국무회의를 거쳐야 한다.
계엄의 다른 종류로는 비상계엄이 있다.